# Élections législatives de 1981 dans la Meuse
Les élections législatives françaises de 1981 dans la Meuse se déroulent les 14 et 21 juin 1981.

## Élus
| Circonscription | Député sortant | Parti | Parti    | Député élu ou réélu | Parti | Parti |
| --------------- | -------------- | ----- | -------- | ------------------- | ----- | ----- |
| 1re             | Gérard Longuet |       | UDF (PR) | Jean Bernard        |       | PS    |
| 2e              | Claude Biwer   |       | UDF (PR) | Jean-Louis Dumont   |       | PS    |

## Positionnement des partis
Le Parti socialiste et le Parti communiste français, sous l'appellation « majorité d'union de la gauche », se présentent dans les deux circonscriptions du département tandis que le Mouvement des radicaux de gauche a un candidat dans la 2e circonscription (Verdun - Montmédy).
Du côté de la majorité sortante, réunie dans l'Union pour la nouvelle majorité (UNM), elle soutient les deux députés sortants UDF (PR), Gérard Longuet et Claude Biwer.
Enfin, le Parti socialiste unifié présente un candidat sous l'étiquette « Alternative 81 » dans la circonscription de Bar-le-Duc (1re) et le Parti des forces nouvelles (PFN, extrême droite) se présente dans cette même circonscription.

## Résultats

### Analyse
Par rapport au scrutin précédent, on assiste un inversement des tendances : alors que la droite était majoritaire et détenait les deux sièges de députés en 1978, les candidats du Parti socialiste, Jean Bernard et Jean-Louis Dumont, battent respectivement Gérard Longuet et Claude Biwer.
Le recul de la droite est assez sensible puisqu'elle perd près de 5 points par rapport aux législatives précédentes. À l'inverse, le PS progresse fortement et passe de 29,9 à 40,8 %. Quant au Parti communiste français, il subit un tassement de ses voix, passant de 13,6 à 8,6 %.

### Résultats à l'échelle du département
| Parti          | Parti                              | Premier tour | Premier tour | Second tour | Second tour | Sièges |
| Parti          | Parti                              | Voix         | %            | Voix        | %           | Sièges |
| -------------- | ---------------------------------- | ------------ | ------------ | ----------- | ----------- | ------ |
|                | Parti socialiste                   | 42 137       | 40,84        | 58 179      | 51,95       | 2      |
|                | Parti communiste français          | 8 836        | 8,56         |             |             | 0      |
|                | Mouvement des radicaux de gauche   | 1 934        | 1,87         | 0           |             |        |
|                | Majorité présidentielle            | 52 907       | 51,28        | 58 179      | 51,93       | 2      |
|                |                                    |              |              |             |             |        |
|                | Union pour la démocratie française | 49 086       | 47,57        | 53 852      | 48,05       | 0      |
|                | Union pour la nouvelle majorité    | 49 086       | 47,57        | 53 852      | 48,07       | 0      |
|                |                                    |              |              |             |             |        |
|                | Parti socialiste unifié            | 1 174        | 1,14         |             |             | 0      |
|                | Extrême droite                     | 12           | 0,01         | 0           |             |        |
|                |                                    |              |              |             |             |        |
| Inscrits       | Inscrits                           | 139 136      | 100,00       | 139 117     | 100,00      | 2      |
| Abstentions    | Abstentions                        | 34 231       | 24,6         | 25 537      | 18,36       |        |
| Votants        | Votants                            | 104 905      | 75,4         | 113 580     | 81,64       |        |
| Blancs et nuls | Blancs et nuls                     | 1 726        | 1,65         | 1 549       | 1,36        |        |
| Exprimés       | Exprimés                           | 103 179      | 98,35        | 112 031     | 98,64       |        |

### Résultats par circonscription

#### Première circonscription (Bar-le-Duc)
| Candidat       | Candidat               | Parti          | Premier tour | Premier tour | Second tour | Second tour |  |
| Candidat       | Candidat               | Parti          | Voix         | %            | Voix        | %           |  |
| -------------- | ---------------------- | -------------- | ------------ | ------------ | ----------- | ----------- |  |
|                | Gérard Longuet sortant | UDF (PR)       | 27 442       | 47,39        | 29 951      | 47,61       |  |
|                | Jean Bernard élu       | PS             | 25 536       | 44,10        | 32 955      | 52,39       |  |
|                | Bernard Serrier        | PCF            | 3 738        | 6,46         |             |             |  |
|                | Jean-Claude Demailly   | PSU            | 1 174        | 2,03         |             |             |  |
|                | Y. Lemonnier           | PFN            | 12           | 0,02         |             |             |  |
|                |                        |                |              |              |             |             |  |
| Inscrits       | Inscrits               | Inscrits       | 77 920       | 100,00       | 77 904      | 100,00      |  |
| Abstentions    | Abstentions            | Abstentions    | 19 124       | 24,54        | 14 199      | 18,23       |  |
| Votants        | Votants                | Votants        | 58 796       | 75,46        | 63 705      | 81,77       |  |
| Blancs et nuls | Blancs et nuls         | Blancs et nuls | 894          | 1,52         | 799         | 1,25        |  |
| Exprimés       | Exprimés               | Exprimés       | 57 902       | 98,48        | 62 906      | 98,75       |  |

#### Deuxième circonscription (Verdun)
| Candidat       | Candidat              | Parti          | Premier tour | Premier tour | Second tour | Second tour |  |
| Candidat       | Candidat              | Parti          | Voix         | %            | Voix        | %           |  |
| -------------- | --------------------- | -------------- | ------------ | ------------ | ----------- | ----------- |  |
|                | Claude Biwer sortant  | UDF (PR)       | 21 644       | 47,81        | 23 901      | 48,62       |  |
|                | Jean-Louis Dumont élu | PS             | 16 601       | 36,66        | 25 224      | 51,38       |  |
|                | Daniel Mayer          | PCF            | 5 098        | 11,26        |             |             |  |
|                | Robert Gipeaux        | MRG            | 1 934        | 4,27         |             |             |  |
|                |                       |                |              |              |             |             |  |
| Inscrits       | Inscrits              | Inscrits       | 61 216       | 100,00       | 61 213      | 100,00      |  |
| Abstentions    | Abstentions           | Abstentions    | 15 107       | 24,68        | 11 338      | 18,52       |  |
| Votants        | Votants               | Votants        | 46 109       | 75,32        | 49 875      | 81,48       |  |
| Blancs et nuls | Blancs et nuls        | Blancs et nuls | 832          | 1,8          | 750         | 1,5         |  |
| Exprimés       | Exprimés              | Exprimés       | 45 277       | 98,2         | 49 125      | 98,5        |  |